# Olio di semi di borragine

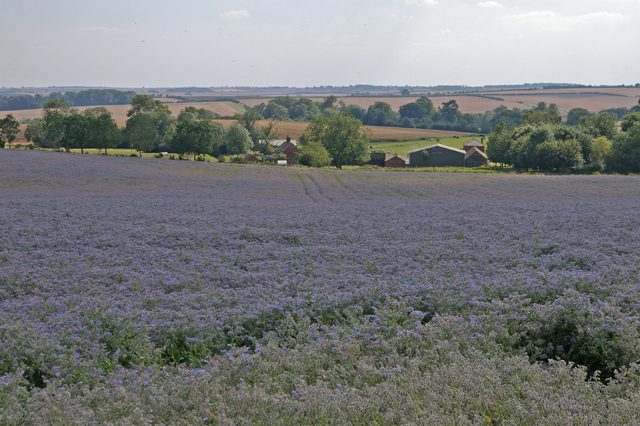
Coltivazione di borragine

L'olio di semi borragine (o olio di borragine) si ottiene dai semi della Borago officinalis, pianta commestibile, specie spontanea, originaria dell’area mediterranea, che viene oggi coltivata in varie parti del mondo per il suo utilizzo come verdura e per l'estrazione dell'olio.
È uno degli oli vegetali con la più alta concentrazione di acido γ-linolenico, acido grasso polinsaturo omega-6 relativamente raro nel mondo vegetale, di cui si conosce il ruolo di precursore degli eicosanoidi nel metabolismo umano.
Il suo utilizzo con finalità terapeutiche viene proposto in alternativa agli oli di semi di Oenothera biennis o di Ribes nigrum.

## Composizione
La composizione degli oli vegetali può differenziarsi all'interno di un campo di variazione tipico in funzione della cultivar, del clima, della raccolta e della lavorazione. 
L'olio di borragine è composto prevalentemente da trigliceridi con la seguente distribuzione tipica di acidi grassi:
| Concentrazione tipica dei principali acidi grassi nell'olio di semi di borragine | Concentrazione tipica dei principali acidi grassi nell'olio di semi di borragine | Concentrazione tipica dei principali acidi grassi nell'olio di semi di borragine |
| Acido grasso                                                                     | Notazione Delta                                                                  | Concentrazione (%)                                                               |
| -------------------------------------------------------------------------------- | -------------------------------------------------------------------------------- | -------------------------------------------------------------------------------- |
| acido palmitico                                                                  | 16:0                                                                             | 10,2 – 12,03                                                                     |
| acido stearico                                                                   | 18:0                                                                             | 3,4 – 4,03                                                                       |
| acido oleico                                                                     | 18:1Δ9c                                                                          | 15,3 – 19,01                                                                     |
| acido linoleico                                                                  | 18:2Δ9c,12c                                                                      | 38,5 – 41,2                                                                      |
| acido γ-linolenico                                                               | 18:3Δ6c,9c,12c                                                                   | 21 – 22,5                                                                        |
| acido α-linolenico                                                               | 18:3Δ9c,12c,15c                                                                  | 0,2 – 0,4                                                                        |
| acido gadoleico                                                                  | 20:1Δ11c                                                                         | 4 – 4,3                                                                          |
| acido erucico                                                                    | 22:1Δ13c                                                                         | 2 – 2,5                                                                          |
| acido nervonico                                                                  | 24:1Δ15c                                                                         | 1 – 1,3                                                                          |

La concentrazione di steroli e tocoli ed altre componenti minori varia sensibilmente a seconda del processo di estrazione e di raffinazione.
Nell'olio di borragine spremuto a freddo è stata rilevata una concentrazione particolarmente alta di δ-tocoferolo (1320 mg/kg) rispetto al γ-tocoferolo (39 mg/kg).
Alcuni alcaloidi pirrolizidinici, considerati epatotossici, che si possono rilevare nelle foglie di borragine normalmente non sono rilevabili o hanno concentrazioni non significative nell'olio di borragine raffinato.

## Effetti sulla salute
La borragine è utilizzata fin dall'antichità per scopi culinari e medicinali. Ora l'interesse per questa pianta si è rinnovato poiché i suoi semi sono considerati una delle migliori fonti di acido γ-linolenico, precursore di prostaglandina E1 e suoi derivati. L'olio di semi di borragine raffinato è stato incluso in alcune farmacopee ed è stata proposta la sua somministrazione orale per trattare o prevenire diverse patologie, come la sindrome da distress respiratorio acuto, l'artrite reumatoide, la dermatite atopica, neuropatia diabetica e sintomi correlati alla menopausa. Sarebbe stato dimostrato che diminuisce l'infiammazione e migliora la salute delle ossa e ha effetti benefici su varie funzioni della pelle e sulla regolazione del metabolismo lipidico. L'acido γ-linolenico, in quanto grasso polinsaturo omega-6, precursore degli eicosanoidi, viene suggerito per la prevenzione e/o il trattamento di varie patologie degenerative come l'osteoporosi, il diabete e il cancro. Inoltre, è stato dimostrato che sopprime la crescita tumorale in vitro, migliora lo stato di ossigenazione polmonare, esercita attività antinfiammatoria e mostra effetti benefici negli stadi iniziali della sepsi.
In molti casi le prove dell'efficacia clinica di una supplementazione alimentare con olio di borragine sono relativamente deboli o controverse. Sono per lo più carenti le informazioni sul dosaggio ottimale, oltre che sull'esito e durata del trattamento.
Le linee guida canadesi per il supporto nutrizionale in pazienti in condizioni critiche con respirazione meccanica dichiarano che "l'uso di prodotti con oli di pesce, olio di borragine e antiossidanti dovrebbe essere considerato nei pazienti con sindrome da distress respiratorio acuto".
Anche se gli alcaloidi pirrolizidinici della borragine non vengono normalmente coeastratti nell'olio e se il processo di raffinazione ne potrebbe ridurre il tenore di un fattore 30000, il "Gruppo sui contaminanti nella catena alimentare" dell'Autorità europea per la sicurezza alimentare considera che l'olio di borragine venduto come supplemento alimentare può comportare un rischio per i consumatori, ma non sono disponibili dati per valutare l'esposizione e caratterizzarne il rischio.
In Belgio una legge del 1997 inserisce la borragine tra le piante utilizzabili a fini alimentari solo se è dimostrato che la concentrazione di alcaloidi pirrolizidinici tossici è inferiore a 1 µg/kg.

## Utilizzo nella cosmesi
Con un numero di iodio compreso tra 125 e 150, l 'olio di borragine è particolarmente suscettibile all'auto-ossidazione e all'inrancidimento. Questo lo rende poco adatto a fungere da emolliente principale in una formulazione cosmetica. Può essere utilizzato al pari dell'olio di enagra o di ribes nero, per l'apporto di acido γ-linolenico, come coadiuvante cosmetico per presunti effetti anti-infiammatori e anti-proliferativi in presenza di dermatiti, eczema, seborrea, psoriasi, anche se l'efficacia clinica della sua applicazione topica non è documentata.

Nell'utilizzo cosmetico il nome INCI dell'olio di borragine è BORAGO OFFICINALIS SEED OIL.